# Ramphocelus
Ramphocelus – rodzaj ptaków z podrodziny żałobników (Tachyphoninae) w rodzinie tanagrowatych (Thraupidae).

## Zasięg występowania
Rodzaj obejmuje gatunki występujące w Ameryce Południowej i Środkowej oraz w południowym Meksyku.

## Morfologia
Długość ciała 16–18 cm; masa ciała 21,5–48 g.

## Systematyka

### Etymologia
Ramphocelus: gr. ῥαμφος rhamphos – „dziób”; κοιλος koilos – „wklęsły”.

### Podział systematyczny
Do rodzaju należą następujące gatunki:
- Ramphocelus sanguinolentus (Lesson, 1831) – tapiranga maskowa
- Ramphocelus nigrogularis (von Spix, 1825) – tapiranga czarnobrzucha
- Ramphocelus dimidiatus Lafresnaye, 1837) – tapiranga szkarłatna
- Ramphocelus melanogaster (Swainson, 1838) – tapiranga kreskowana
- Ramphocelus carbo (Pallas, 1764) – tapiranga ciemna
- Ramphocelus bresilia (Linnaeus, 1766) – tapiranga purpurowa
- Ramphocelus passerinii Bonaparte, 1831 – tapiranga szkarłatno-czarna
- Ramphocelus flammigerus (Jardine & Selby, 1833) – tapiranga ognista